# Леон Беласко
Леон Беласко (ім'я при народженні Леонід Симеонович Берладський; 11 жовтня 1902 — 1 червня 1988) — російсько-американський актор і музикант, який знявся у більше ніж 100 фільмах.

## Музична кар'єра
Леон Беласко народився в Одесі, Російська імперія. Він навчався в коледжі Святого Йосипа в Йокогамі, Японія, а також навчався як музикант у Японії та Маньчжурії. Недовго був Концертмейстером японсько-російського симфонічного оркестру, попередника симфонічного оркестру NHK.
У 1921 році він  переїхав до Каліфорнії (залишивши батьків і брата в Харбіні, Маньчжурія), час від часу знаходив роботу в Голлівуді. У кіно дебютував у 1926 році в німому фільмі «Найкращі люди». Грав на скрипці. Пізніше створив власний гурт, який в основному виступав в готелях Нью-Йорка та його околиць. Сестри Ендрюс стали відомі саме через його гурт.
У 1933 році Беласко та його оркестр звучали в програмі Oldsmobile на радіо CBS.

## Кінокар'єра

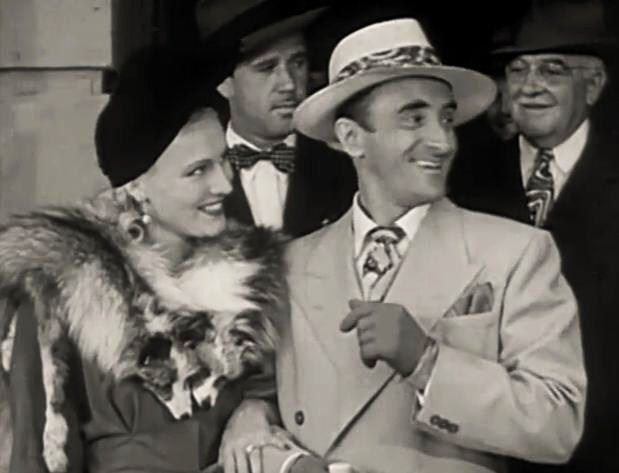
Леон Беласко з Джун Клайд у фільмі Голлівуд і Вайн (1945)

Під час сезонної перерви після заручин в готелі він повернувся до Голлівуду, вперше з’явившись у фільмах «Бродвейська серенада» та « Топпер їде у подорож» (1938). У 1942 році він знявся в 13 фільмах.
Він з'явився разом з братами Маркс у їхньому останньому спільному фільмі « Щаслива любов» (1949). Будучи носієм російської мови, виступив режисером діалогів у комедії Нормана Джевісона 1966 року «Росіяни йдуть, росіяни йдуть».
Беласко часто грав ексцентричних або збентежених європейських та етнічних персонажів. Він також грав серйозні ролі в шпигунських драмах. Його найвідомішою телевізійною роллю була роль Апопоплуса, власника квартири у фільмі « Моя сестра Ейлін» (1960). Його останнім фільмом був « Супертато» (1973), а останнім — « Жінка року» (1976).

## Телевізійна кар'єра
Починаючи з 1953 року Беласко з'являвся в різноманітних телевізійних шоу.
Після його смерті в 1988 році в Оранджі, штат Каліфорнія, Беласко був кремований, а його прах розвіяний.